# Phanerotoma acara
Phanerotoma acara är en stekelart som beskrevs av Van Achterberg 1990. Phanerotoma acara ingår i släktet Phanerotoma och familjen bracksteklar. Inga underarter finns listade i Catalogue of Life.